# كينكاردين (أونتاريو)
كينكاردين، أونتاريو (بالإنجليزية: Kincardine)‏ هي مدينة كندية تقع في مقاطعة أونتاريو. تبلغ مساحة هذه المدينة 537.651 (كم²)، ويبلغ عدد سكانها 11173 نسمة حسب إحصاء سنة 2006 م، بينما كان يسكنها 11029 نسمة في سنة 2001 م. تحتل هذه المدينة المرتبة رقم 334 بين مدن كندا حسب عدد السكان والمرتبة رقم 125 في المقاطعة. نما عدد السكان في هذه المدينة بنسبة (1.3) بين العامين المذكورين.

## أعلام
- جويل غيب
- كيندرا فيشر
- أندرو مالكوم
- جوني ويلسون
- فرد بور
- لاري ويلسون
- بول هاندرسن
- بوب وايت

## وصلات خارجية
- الأطلس الحكومي لكندا
- إحصاءات كندا مع ساعة تعداد السكان